# Альфонсо де Молина
Альфонсо Леонский, Альфонсо де Молина (исп. Alfonso de Molina; 1202 — 6 января 1272) — инфант (принц) Леона и Кастилии, сын короля Альфонсо IX Леонского (1171—1230) и его второй жены королевы Беренгарии Кастильской (1180—1246). Младший брат короля Кастилии и Леона Фердинанда III (1199—1252) и отец королевы Марии де Молины, жены короля Кастилии Санчо IV. Он стал сеньором Молины и Месы после своего первого брака с Мафальдой Гонсалес де Лара, наследницей этих земель.

## Происхождение
Альфонсо был сыном короля Леона Альфонсо IX и его второй жены, королевы Беренгарии Кастильской. По отцовской линии он был внуком короля Леона Фердинанда II и его первой жены Урраки Португальской. По материнской лини внук короля Кастилии Альфонсо VIII и его жена Элеоноры Английской. Среди его братьев и сестёр были король Кастилии и Леона Фердинанд III, Беренгария, Констанция и Элеонора.

## Жизнь
Альфонсо родился недалеко от города Леон в 1202 году. Будучи сыном Альфонсо IX Леонского и Беренгарии Кастильской, он был свидетелем плохих отношений между двумя королевствами во время своего детства, после расторжения брака его родителей. В битве при Навас-де-Толосе (1212 г.) его отец и король Португалии были единственными королями с Пиренейского полуострова, которые не принимали участия, в отличие от королей Кастилии, Арагона и Наварры. Фактически, Альфонсо IX воспользовался отсутствием своего кузена Альфонсо VIII, чтобы вторгнуться в Кастилию.
В 1222 году Фердинанд III оказался в ссоре с Гонсало Пересом де Ларой, сеньором де Молина, из-за поддержки последнего Альфонсо IX. Однако двум монархам удалось прийти к соглашению, ратифицировав договор в Сафре в 1223 году. Беренгария играла активную роль в переговорах. Целью военных действий Гонзало Переса де Лары, включая опустошение некоторых деревень близ Мединасели, было разжечь восстание кастильской знати против короля Фердинанда в поддержку его отца.
Теперь Фердинанд был решительно настроен против автономии, которой пользовались Гонсало и его семья, дом Лара, один из самых могущественных в королевстве наряду с домом Аро. Он осадил замок Сафра, где Гонсало Перес де Лара укрылся со своими вассалами и семьёй. Гонсало в конечном счёте сдался и принял условия, наложенные на него. Первое из них состояло в том, что после его смерти власть над сеньорией Молина перейдёт не к сыну Гонсало Педро Гонсалесу де Лара, «лишённому наследства», а к его дочери Мафальде Гонсалес де Лара, которая тем временем выйдет замуж за инфанта Альфонсо де Молину. Таким образом, корона установит контроль над сеньорией Молина. Договор о Сафре был прелюдией к будущей аннексии владений Молина кастильской короной. Педро Гонсалес де Лара, «лишённый наследства», уехал в Арагонское королевство и всегда считал себя законным сеньором Молины. В своём последнем завещании, составленном в 1268 году, он завещал свою сеньорию инфанту Фернандо де ла Серда, старшему сыну короля Альфонсо X Кастильского.
Брак между Альфонсо Молина и Мафальды Гонсалес де Лара состоялась в 1240 году, и после смерти её отца, Гонсало Переса де Лара, инфант Альфонсо, через жену, стал сеньором де Молина в 1243 году и управлял феодом до конца своей жизни, сначала совместно со своей женой, а затем, после её смерти, в одиночестве, как это и предусмотрено в брачном договоре. Он, а позже и его дочь Бланка, расширили положения фуэрос сеньории Молина.
Согласно историческим хроникам, Альфонсо де Молина был человеком, обладавшим значительными добродетелями, а также спокойным темпераментом. В 1230 году, после смерти своего отца Альфонсо IX, он мог бы претендовать на королевский трон Леона, поскольку Альфонсо IX не хотел завещать его своему другому сыну Фердинанду III, который уже был королём Кастилии. На самом деле Альфонсо IX назвал в качестве своих наследников двух своих дочерей, инфант Санчу и Дульсу. Однако, благодаря существенной финансовой компенсации, они отказались от трона Леона в договоре в Бенавенте, ратифицированном с Фердинандом в присутствии многих магнатов и прелатов королевства. Альфонсо де Молина, который ранее отказался от престола, был вознаграждён королём своей благосклонностью, отличиями и многими дарами, землями и привилегиями. Он сопровождал своего брата в большинстве его военных кампаний и был тесно связан с делом Реконкисты, а также с любыми предприятиями, которые мог предпринять король.

## Кампания в Андалусии иБитва при Хересе(1231 год)
В 1231 году, когда он посетил главные города Леона после их захвата, король Фердинанд, как сообщается, послал своего сына, инфанте Альфонсо, которому тогда было девять лет и который жил в Саламанке, чтобы опустошить территории Альмохадов вокруг Кордовы и Севильи, в сопровождении Альваро Переса «Кастильца» де Кастро (? — 1240) и магната Жиля Манрике. Тем не менее, различные историки указывают, что инфант Альфонсо, о котором упоминают хроники, был не сыном короля, а скорее его братом, Альфонсо де Молина. Но по версии, которая считает, что инфанта Альфонсо, присутствующих на Битве при Хересе был на самом деле сыном короля Фернандо III, он послал Альваро де Кастро, чтобы следить за инфантом и, как командующий армией. Инфант Альфаро де Молина был очень молодой, и Альваро Перес был уважаемым и очень энергичным человеком.
Из Саламанки, пройдя через Толедо, где к ним присоединились 40 рыцарей, они направились в Андухар. Оттуда они начали опустошать сельскую местность вокруг Кордовы, а затем и провинциальный город Пальма-дель-Рио. Они истребили всех жителей и захватили город, затем направились в Севилью и Херес-де-ла-Фронтеру и расположились там лагерем у реки Гуадалете. Эмир Ибн Худ, собравший большую армию из семи частей, занял позицию между кастильцами и Хересом, заставив их дать бой. Во время последующего сражения, известного как битве при Хересе, кастильцы победили Ибн Худа, несмотря на его численное превосходство. После своей победы в битве при Хересе, Альваро Перес де Кастро вернулся в Кастилию и передал инфанта Альфонсо своему отцу королю, который был в Паленсии.

## Завоевания Кордовы и Севильи и действия во время правления Альфонсо X (1236—1272)
В 1236 году инфант Альфонсо де Молина отличился в завоевании Кордовы, старой столицы Кордовского халифата. Двенадцать лет спустя, в 1248 году, он принял участие в осаде Севильи и захватил Торре-де-Оро. Он также занимал часть Алькасара Севильи, которая была известна как «Стены Инфанта Молины».
При разделе территории Севильи, состоявшемся 1 мая 1253 года, почти через год после смерти его старшего брата, короля Кастилии Фердинанда III, и во время правления его племянника Альфонсо X, инфант Альфонсо Молинский получил большие субсидии и был одним из самых больших бенефициаров распределения земли из-за своего статуса младшего брата Фердинанда III. Покойный король попросил своего сына Альфонсо X в своём завещании держать Альфонсо де Молину в большом почёте.

## Поздняя жизнь
В 1254 году Альфонсо де Молина вступил в Орден Калатравы, был обязан носить их рясу и дал согласие, что после его смерти его тело будет похоронено в главном монастыре ордена. Он посещал кортесы в Вальядолиде в 1258 году, главной целью которого было получение денег для финансирования проектов короля Альфонсо X на троне Священной Римской империи. Он также посетил кортесы в Толедо в 1259 году, цель которого была той же, и кортесы в Хересе в 1268 году. Он присутствовал на свадьбе инфанта Фернандо де ла Серда, первенца и наследника Альфонсо X, с Бланкой Французской, состоявшейся в Бургосе 30 ноября 1269 года.

## Смерть и погребение
В своём завещании 1254 года, составленном в то время, когда он вступил в Орден Калатравы, Альфонсо де Молина оговорил, что он будет похоронен в церкви замка Калатрава-ла-Нуэва, штаб-квартиры ордена, расположенной там, что сегодня является провинцией Сьюдад-Реаль.
Альфонсо де Молина скончался в Саламанке 6 января 1272 года в возрасте 70 лет. Тело Альфонсо было предварительно похоронено в монастыре Сан-Франциско в Саламанке, который больше не существует. Позже его останки были перенесены в Калатрава-Ла-Нуэва, как указано в его завещании, и помещены в роскошную гробницу, которая лежала под аркой в главной часовне монастырской церкви. Этот склеп и его останки не сохранились до наших дней.

## Брак и дети
В 1240 году Альфонсо де Молина женился на Мафальде Гонсалес де Лара (? — 1244), сеньоре де Молина, дочери Гонсало Переса де Лары, 3-го сеньора Молины и Месы (1212—1239), и его жене Санчи Гомес де Трава. У них было двое детей:
- Фернандо Альфонсо де Молина (1242—1250)
- Бланка Альфонсо де Молина (1243—1292), которая унаследовала сеньорию де Молина после смерти её отца.[16] В 1269 году она вышла замуж за Альфонсо Фернандеса де Кастилья (ок. 1241—1283), незаконнорождённого сына короля Альфонсо Х.

В 1244 году, овдовев после смерти первой жены, Альфонсо де Молина женился во второй раз на Терезе Гонсалес де Лара (1220—1246), дочери графа Гонсало Нуньеса де Лара (1165—1228), сеньора де Белорадо, и его жены Марии Диас и де Аро. У них родилась дочь:
- Хуана Альфонсо де Молина (1245/1246 — после 1307), в 1269 году вышла замуж за Лопе Диаса III де Аро,[16] сеньора Бискайи, который был убит Санчо IV Кастильским в Альфаро в 1288 году. Она была матерью Диего Лопеса IV де Аро[исп.] (? — 1289) и Марии II Диас де Аро, сеньоры Бискайи, которая вышла замуж за инфанта Хуана Кастильского «Эль де Тарифа».

В 1260 году Альфонсо де Молина в третий раз женился на Майор Альфонсо де Менесес (1230—1264), сеньоре де Менесес и Вильянуэва, вдове Гонсало Жиля де Виллалобоса и дочери Альфонсо Тельес де Менесес «Эль-Мозо», 4-го сеньора де Менесес, Сан-Роман и Вильянуэва, и его первой жены Марии Яньес де Лима. У них было двое детей:
- Альфонсо Тельес де Молина (1262—1314), 7-й сеньор де Менесес, Тьедра, Монтеалегре, Грахаль, Альба-де-Листе, Сан-Роман и Сан-Фелисес. Он также был владельцем половины владений сеньории де Альбуркерке. Он был главнокомандующим короля Кастилии Санчо IV с 10 декабря 1288 года по 25 апреля 1295 года. Он женился на Терезе Перес де Астуриас, дочери Педро Альвареса де Астуриаса, сеньора де Нореньи, и его жене Санчи Родригес из Лары. У них был, по крайней мере, сын, Тельо Альфонсо де Менесес, сеньор де Менесес, который женился на Марии Португальской, сеньоре де Менесес и Ордунье.
- Мария де Молина (ок. 1260—1321), супруга короля Кастилии и своего двоюродного брата Санчо IV, сына Альфонсо X и королевы Виоланты Арагонской. Они были родителями короля Кастилии Фердинанда IV. Она была похоронена в аббатстве Санта-Мария-ла-Реаль-де-лас-Уэльгас в Вальядолиде.

У Альфонсо де Молины также было несколько незаконнорождённых детей от различных внебрачных связей:
- Хуан Альфонсо де Молина (1225—1293). Был узаконен папой римским Иннокентием IV в булле, опубликованной 14 октября 1243 года. Он был деканом Бургосского собора, а затем епископом Паленсии с 1278 по 1293 год. Чтобы получить назначение на пост епископа Паленсии, он должен был получить разрешение, которое было опубликовано папой римским Александром IV 24 января 1259 года.
- Уррака Альфонсо (1225/1230? — ?), муж — Гарсия Гомес Каррильо[исп.] «Эль де лос Гарфиос», сеньор де Мазуэло и защитник крепости Херес-де-ла-Фронтера.
- Беренгария Фернандес (1230/1235? — 1272), сеньора де Мельгозо и Кальделас, она была дочерью португальской аристократки Терезы Фернандес де Браганса. В 1251 году она вышла замуж за Гонсало Рамиреса, сына Рамиро Фройласа и Альдонсы Гонсалес Хирон. У них не было детей, и Беренгария стала любовницей Хайме I Завоевателя, короля Арагона, с которым у неё был Педро Фернандес (1244/1245 — 1299), сеньор де Ихар[17].
- Леонор Альфонсо (1230/1235 — ?), муж — Альфонсо Гарсия де Вильямайор[исп.], сеньор де Вильямайор, Селада и Сисамон, сын Гарсии Фернандеса де Вильямайора[исп.] и его жены Майор Ариас. Её муж был главным аделантадо в Андалусии и главным майордомом короля Альфонсо Х.
- Хуана Альфонсо (1266 — ?). В 1283 году она получила подарок от Альфонсо Х.